# اقتصاد عمان
اقتصاد عمان عمدتاً حول بخش نفت آن متمرکز است و فعالیت‌های ماهیگیری و تجارت در اطراف مناطق ساحلی آن نیز در اقتصادش تأثیرگذار بوده. با کشف نفت در سال ۱۹۶۴ در عمان، تولید و صادرات به میزان قابل توجهی افزایش یافت. دولت برنامه‌هایی برای تنوع بخشیدن به اقتصاد متکی به نفت تحت سیاست‌های خصوصی‌سازی و عمانی‌سازی خود انجام داده‌است. این امر به افزایش مداوم تولید ناخالص داخلی سرانه عمان در ۵۰ سال گذشته کمک کرده‌است. در دهه ۱۹۶۰ میلادی، اقتصاد عمان ۳۳۹ درصد رشد کرد و در دهه ۱۹۷۰ به اوج رشد ۱۳۷۰ درصدی رسید. در دهه ۱۹۸۰ به رشد متوسط ۱۳ درصدی کاهش یافت و در دهه ۱۹۹۰ دوباره به ۳۴ درصد رسید. عمان در سال ۱۹۸۱ با هدف ایجاد اتحادیه گمرکی، بازار واحد و ارز مشترک به شورای همکاری خلیج پیوست.

## روند کلان اقتصادی
نمودار:
| سال  | تولید ناخالص داخلی (به میلیون دلار آمریکا) | درآمد سرانه (US$) | درآمد سرانه (as % of USA) |
| ---- | ------------------------------------------ | ----------------- | ------------------------- |
| ۱۹۸۰ | ۶٬۳۴۲                                      | ۴۶۷۴              | ۳۸٫۱۶                     |
| ۱۹۸۵ | ۱۰٬۳۹۵                                     | ۶٬۱۲۹             | ۳۴٫۶۵                     |
| ۱۹۹۰ | ۱۱۶۸۶                                      | ۶٬۳۴۱             | ۲۷٫۳۳                     |
| ۱۹۹۵ | ۱۳٬۸۰۳                                     | ۶٬۳۵۵             | ۲۲٫۸۴                     |
| ۲۰۰۰ | ۱۹٬۴۵۰                                     | ۸٬۰۹۷             | ۲۲٫۹۷                     |
| ۲۰۰۵ | ۳۰۹۰۵                                      | ۱۱۸۰۶             | ۲۷٫۷۰                     |
| ۲۰۱۰ | ۵۸٬۸۱۴                                     | ۲۳٬۳۵۱            | ۴۹٫۸۸                     |
| ۲۰۱۵ | ۸۱۵۵۰                                      | ۲۴٬۰۲۴            | ۴۳٫۰۳                     |

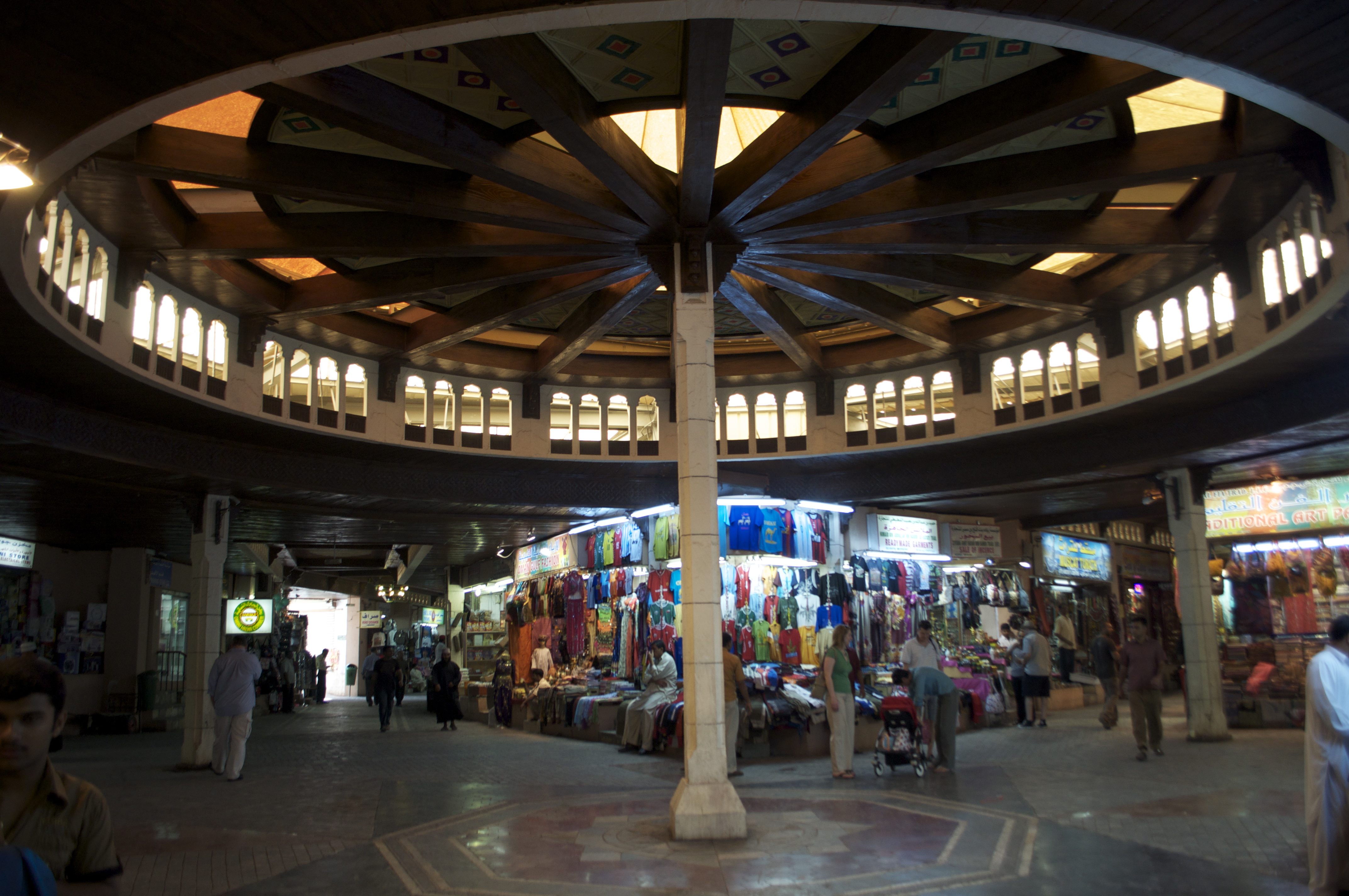
سوق (بازار)های سنتی (این یکی در مطرخ) در عمان بسیار رایج است و بخش عمده ای از اقتصاد عمان را در گذشته تشکیل داده‌است.
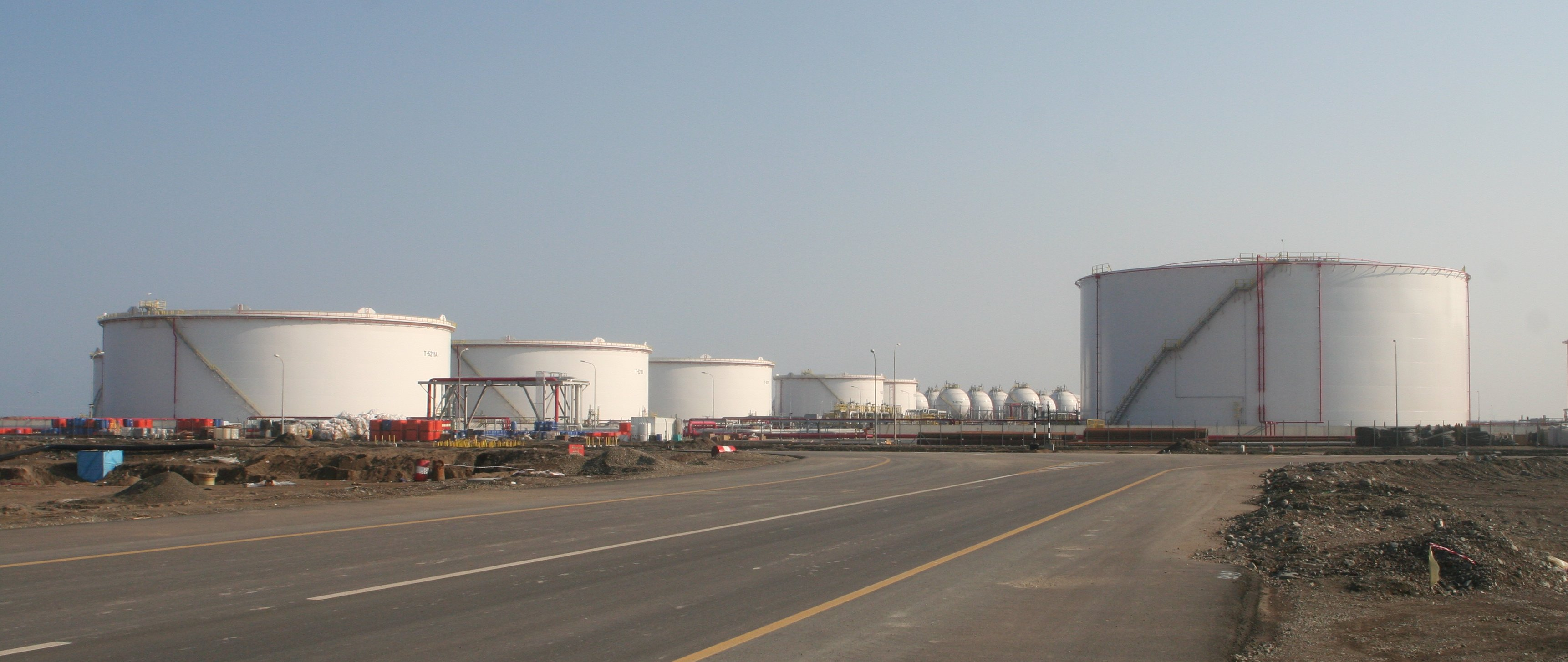
مخازن پتروشیمی در صحار
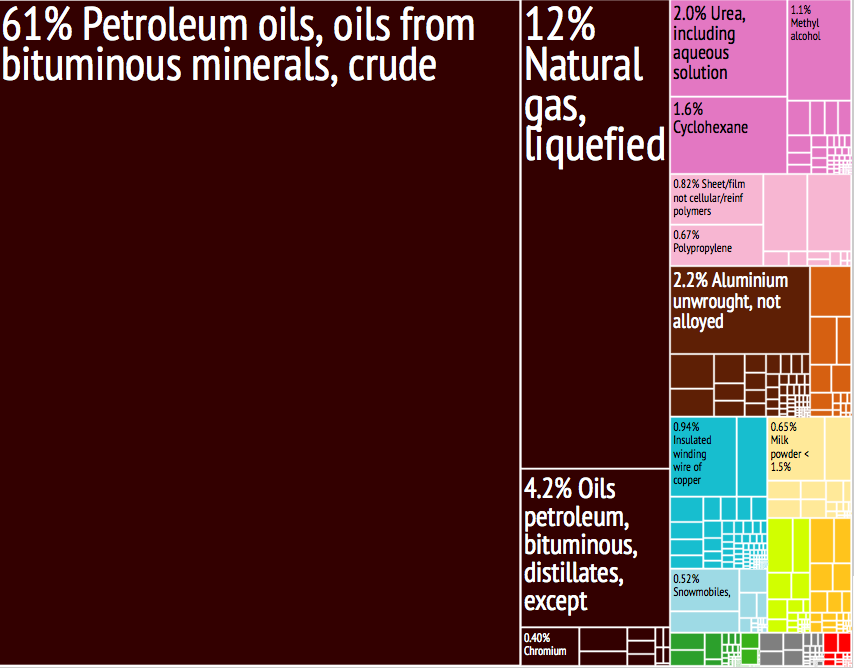
نفت و گاز طبیعی بخش قابل توجهی از اقتصاد عمان را تشکیل می‌دهد

## بررسی اجمالی

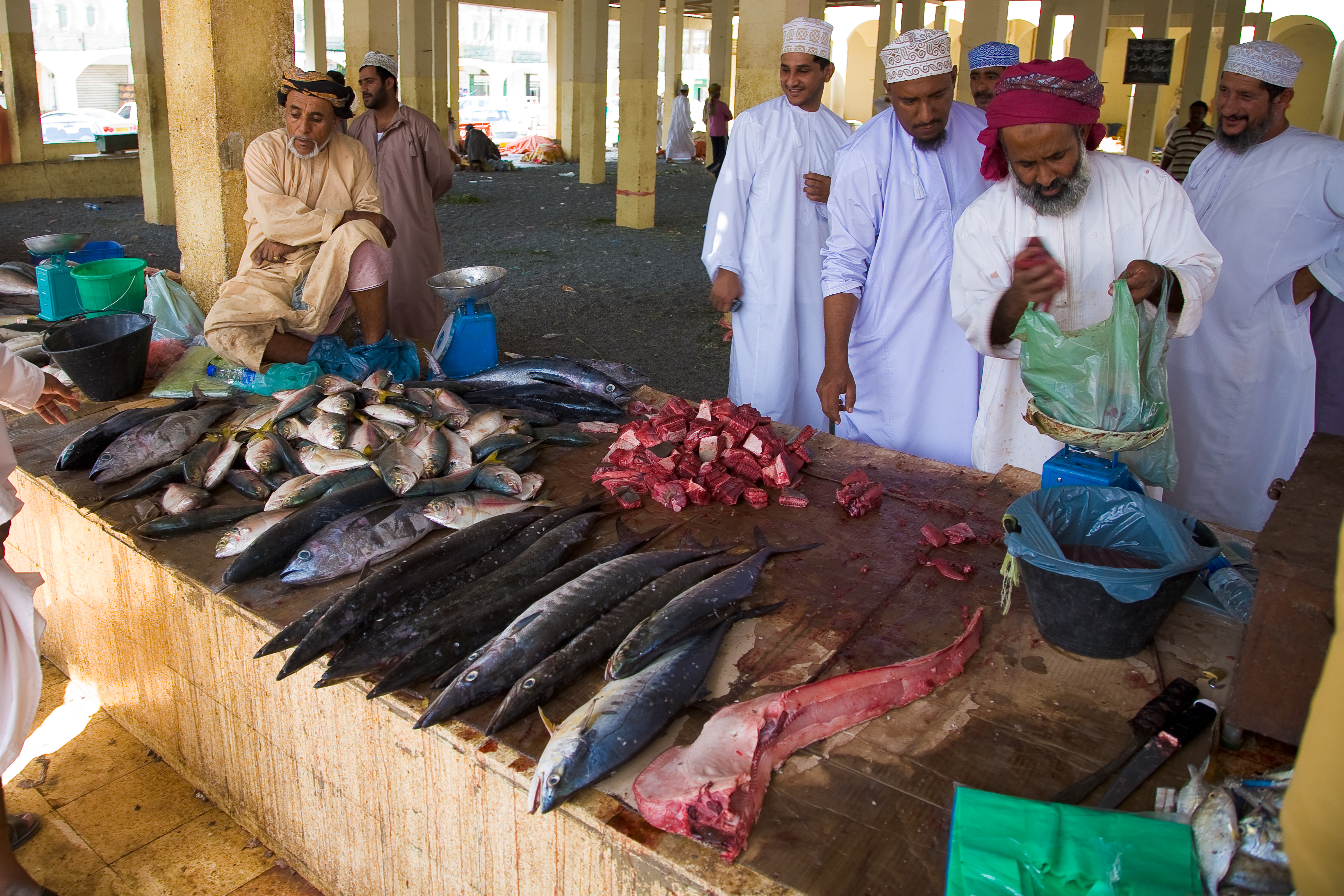
ماهی فروشی در شهر سیناو، عمان

عمان بازارهای خود را در تلاش برای پیوستن به سازمان تجارت جهانی (WTO) آزاد کرد و در سال ۲۰۰۰ به عضویت آن درآمد. مدیر هیئت سلطنتی عمان در سازمان تجارت جهانی هیلدا الحنایی است. علاوه بر این، در ۲۰ ژوئیه ۲۰۰۶ کنگره ایالات متحده موافقتنامه تجارت آزاد ایالات متحده و عمان را تصویب کرد. این امر در ۱ ژانویه ۲۰۰۹ اعمال شد و موانع تعرفه ای را بر روی تمام محصولات مصرفی و صنعتی را از بین برد. همچنین این امصوبه از شرکت‌های خارجی که در عمان سرمایه‌گذاری می‌کنند محافظت می‌کند.
دولت همچنین طی سال ۲۰۱۸ با ایجاد مرکز داوری تجاری، تصویب قانون جدید شرکت‌های تجاری و ساده‌سازی بیشتر فرآیندهای صدور مجوز از طریق Invest Easy به منظور بهبود فضای کسب و کار و سرمایه‌گذاری و ارتقای فضای کسب‌وکار و سرمایه‌گذاری در بخش خصوصی، اقدامات مهمی را انجام داد.
اقتصاد عمان و درآمدهای حاصل از فرآورده‌های نفتی باعث توسعه چشمگیر عمان در ۵۰ سال گذشته شده‌است. با این حال، عمان عضو اوپک نیست، اگرچه در سال‌های اخیر با این گروه هماهنگ شده‌است.

## سرمایه‌گذاری
ارزش بازار سهام شرکت‌های پذیرفته شده در عمان در سال ۲۰۰۵ توسط بانک جهانی ۱۵۲۶۹ میلیون دلار ارزیابی شد.